# Imotska muka
Dramski prikaz muke Isusove u Imotskom prvi put je uprizoren 1998. godine. Idejni začetnik i pokretač bio je tadašnji imotski gvardijan i župnik fra Ante Babić. Prikaz se odigrava svake godine na Cvjetnicu na imotskim ulicama, od samostanskog vrta do srednjovjekovne tvrđave Topane.
Prvih godina sudjelovalo je tridesetak glumaca amatera, među njima i jedan profesionalac, Tomislav Martić u ulozi Isusa. Sve scene igrane su ispred crkve i samostana, a scena razapinjanja na Topani. S vremenom se mijenjaju lokacije pojedinih scena na pozornici dugoj gotovo kilometar.
Za desetu izvedbe Muke 2009. godine Šime Strikoman snimio je milenijsku fotografiju kostimiranih sudionika na Tinovim skalinima. Iduće godine (2010.) Muku je snimao HRT pa je u izvedbi sudjelovao dotad najveći broj glumaca, statista, tehničkog osoblja i pomagača, otprilike tisuću ljudi.
Od 2018. glumačka postava je amaterska.
Tri puta Muka nije izvođena, zbog nepovoljnih vremenskih uvjeta i pošasti koronavirusa.